# Адена

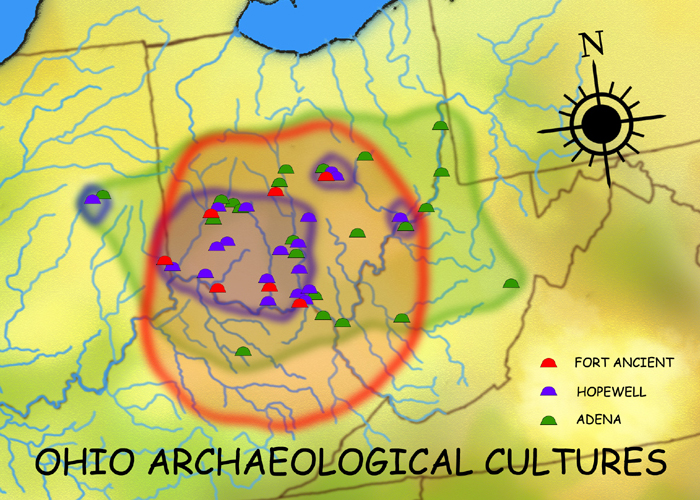
Карта археологических культур на территории Огайо

Культура Адена — доколумбова индейская археологическая культура, существовавшая в период 1000—200 г. до н. э., в период, известный как ранний Вудлендский период. По-видимому, культура Адена охватывала несколько связанных обществ с общими традициями, такими, как сооружение погребальных комплексов и церемонии. Область распространения охватывала современные штаты США Огайо, Индиана, Западная Виргиния, Кентукки, частично — Пенсильвания и Нью-Йорк.
Хозяйство археологической культуры Адена базировалось на земледелии (выращивали маис). Погребения — кремации и ингумации в выложенных корой могильных ямах, над которыми сооружалась земляная насыпь («маунд») до 10 м высотой. Примечательно, что в одной насыпи содержалось, как правило, несколько разновременных захоронений родственников. Присутствуют культовые сооружения в виде насыпных валов в виде кругов, четырёхугольников, пятиугольников и др., ограждавшие, вероятно, сакральное пространство. Распространены изделия из полированного камня, медные орудия и украшения, резные курительные трубки.